# Teem
Teem é uma marca de um refrigerante com sabor de limão pertencente à PepsiCo e fabricado pela AmBev. Sua comercialização, atualmente é regional e limita-se ao Rio Grande do Sul no Brasil, e também é comercializada no Uruguai.

## História
O refrigerante Teem foi lançado regionalmente nos Estados Unidos em 1959 e no ano de 1964 passou a ser comercializado em âmbito nacional. Em 1984, a linha de produção americana foi descontinuada, sendo substituída pela marca “Slice” também pertencente a Pepsi. A Pepsico comercializou o refrigerante Teem em diversos países como no Uruguai, na Argentina, em Honduras, na África do Sul e no Paquistão, até o início da década de 90, sendo substituído, posteriormente pelo refrigerante 7 Up, após a compra parcial da marca nos países fora dos Estados Unidos. No Brasil, foi lançado nacionalmente em 1995, sendo que, no Estado do Rio Grande do Sul, vinha sendo comercializada desde 1974, no sabor lima-limão.

## Variantes da Marca
O refrigerante Teem, presente no Rio Grande do Sul foi comercializado em embalagens de vidro de 290 ml, 1 litro e de 1,5 litros. Atualmente é vendido em garrafa de vidro de 284 ml, lata de 350 ml e garrafa Pet de 2 litros. Na sua trajetória possuiu as seguintes variantes, sendo que atualmente é comercializado, somente na versão limão:
- Teem Soda (Lanç. 1959 – Desc. 1964).[6]
- Teem Lima-Limão (Lanç. 1964 – Desc. 1995).[3]
- Teem Limão (Lanç. 1974).
- Diet Teem (Lanç. 1998 – Desc. 2001).

| Informação nutricional de Teem Porção de: 200 ml (1 copo) | Informação nutricional de Teem Porção de: 200 ml (1 copo) | Informação nutricional de Teem Porção de: 200 ml (1 copo) |
| Quantidade por porção                                     | VD%                                                       |                                                           |
| Valor energético                                          | 97 kcal = 407 kJ                                          | 4                                                         |
| Sódio                                                     | 6,1 mg                                                    | ?                                                         |
| --------------------------------------------------------- | --------------------------------------------------------- | --------------------------------------------------------- |

## Composição
O refrigerante Teem possui aromatizantes naturais compostos, água gaseificada, açúcar, suco concentrado de limão, conservante Benzoato de Sódio - INS 211 e antioxidante Ácido Ascórbico - INS 300 e, 2,5% de suco natural de limão.
É um produto não alcoólico, sem Glúten e não possui quantidades significativas de proteínas, gorduras totais, gorduras saturadas, gorduras trans e fibras alimentares.